# Tórtora de Socorro
La tórtora de Socorro (Zenaida graysoni) és un colom extint en estat salvatge. Va ser vist per última vegada al seu hàbitat natural l'any 1972. Probablement n'hi ha uns 150 en captivitat. S'ha planejat la reintroducció d'aquests ocells.
El 2021 van néixer dos polls de Tórtora de Socorro en captivitat al zoo de Barcelona, que participa en el Programa europeu d’espècies en perill (EEP), de l’Associació Europea de Zoos i Aquaris (EAZA), per protegir i reproduir espècies amenaçades.
Zenaida graysoni era endèmic de l'Illa Socorro a les Illes Revillagigedo.